# Triumfbuen (Orange)
Triumfbuen i Orange (fransk: Arc de triomphe d'Orange) er en triumfbue i byen Orange i SØ-Frankrig i regionen Provence-Alpes-Côte d'Azur.  Dateringen af triumfbuen er usikker, men hvis man skal fæste lid til inskriptionerne på buen er den rejst i kejser Augustus' regeringstid (27 f.Kr.-14 e.Kr.), som en hyldest til veteraner fra gallerkrigene og Legio II Augusta. Den står ved Via Agrippa, der er en del af det romerske vejnet i Gallien. 
I år 27 blev triumfbuen brugt af kejser Tiberius for at hylde Germanicus' sejre over tyske krigerstammer. 
Triumfbuen er 19,5 m bred, 8,4 m dyb og 19,2 m høj. Den er dekoreret med relieffer af romerske krigere, både til søs og til lands. Et relief viser en romersk infanterist med  Legio II Augustas mærke  på skjoldet.
Den er den ældst kendte af en type triumfbue, som blev brugt også i Rom.
I middelalderen blev triumfbuen bygget ind i bymuren, og den blev restaureret i 1850'erne. 
Sammen med det romerske teater i Orange og dets omgivelser kom triumfbuen i 1981 på UNESCO's verdensarvliste.
.